# Crotalaria pterocalyx
Crotalaria pterocalyx är en ärtväxtart som beskrevs av Hermann August Theodor Harms. Crotalaria pterocalyx ingår i släktet sunnhampor, och familjen ärtväxter. Inga underarter finns listade i Catalogue of Life.